# 清水公夫
清水 公夫（しみず きみお、1941年 - ）は、日本の建築家。出身地の福島県を拠点に活動する。
1963年、日本大学理工学部建築学科を卒業後、田口病院建築研究所、奥野建築設計事務所をへて、ダーバン設計研究所を設立。1980年に清水公夫研究所に社名変更。1974年から日本大学工学部の非常勤講師。1994年に日刊建設通信新聞社から清水公夫作品集を出版。  
磐梯町中央公民館町民体育館で1988年第1回公共建築賞優秀賞を、わかくさ幼稚園で1985年東北建築賞作品賞を、磐梯山慧日寺資料館で1988年第7回福島県建築文化賞準賞を、都路村役場庁舎で1996年第15回福島県建築文化賞準賞を、檜枝岐村燧の湯1号館で2002年第21回福島県建築文化賞準賞を受賞し、やないづ町立斎藤清美術館（1997年）で、1998年東北建築賞佳作、1999年福島県建築文化賞優秀賞を、飯舘村立飯樋小学校で2006年福島県建築文化賞優秀賞、2005年文教施設協会賞会長賞を受賞した。1982年から2003年まで福島県建築文化賞を奨励賞11回、優秀賞4回受賞している。
作品はそのほかに、たまかわ文化体育館（福島県石川郡玉川村、2003年）、船引こぶし荘・ふねひき福寿荘特別養護老人ホームとケアハウス（1996年）、岩代町図書館（1994年）、只見町国民健康保険朝日診療所、郡山地域テクノポリスものづくりインキュベーションセンターなどがある。